# Лопиш, Америку
Америку Феррейра Лопиш (порт. Américo Ferreira Lopes; 6 марта 1933, Санта-Мария-да-Фейра — 22 сентября 2023), известный также как просто Америку, — португальский футболист, выступавший на позиции вратаря. Бронзовый призёр чемпионата мира 1966 года в составе сборной Португалии.

## Биография

### Клубная карьера
Лопиш большую часть карьеры играл за «Порту» в составе которого становился чемпионом Португалии и обладателем Кубка Португалии 1968 года. Он также играл на правах аренды за «Боавишту».

### Карьера в сборной
В составе сборной Португалии становился бронзовым призёром на чемпионате мира 1966 года. Всего за сборную Португалии сыграл 15 матчей.

### Смерть
Скончался 22 сентября 2023 года в возрасте 90 лет.

## Достижения
«Порту»:
- чемпион Португалии: (1) 1958/59
- обладатель Кубка Португалии: (1) 1967/68

Сборная Португалии:
- бронзовый призёр чемпионата мира: (1) 1966